# Tsona
Tsona, även känd som Cona, är ett härad (dzong) som lyder under Lhoka i Tibet-regionen i sydvästra Kina.
1. ↑  http://www.geohive.com/cntry/CN-54_ext.aspx